# Spaniens Grand Prix 2011
Spaniens Grand Prix 2011, officiellt Formula 1 Gran Premio de España Telefónica 2011, var en Formel 1-tävling som hölls den 22 maj 2011 på Circuit de Catalunya i Katalonien, Spanien. Det var den femte tävlingen av Formel 1-säsongen 2011 och kördes över 66 varv. Vinnare av loppet blev Sebastian Vettel för Red Bull, tvåa blev Lewis Hamilton för McLaren och trea blev Jenson Button, även han för McLaren.

## Kvalet
| KR. | Nr | Förare             | Konstruktör          | Q1         | Q2       | Q3         | Grid |
| --- | -- | ------------------ | -------------------- | ---------- | -------- | ---------- | ---- |
| 1   | 2  | Mark Webber        | Red Bull-Renault     | 1.23,619   | 1.21,773 | 1.20,981   | 1    |
| 2   | 1  | Sebastian Vettel   | Red Bull-Renault     | 1.24,142   | 1.21,540 | 1.21,181   | 2    |
| 3   | 3  | Lewis Hamilton     | McLaren-Mercedes     | 1.24,370   | 1.22,148 | 1.21,961   | 3    |
| 4   | 5  | Fernando Alonso    | Ferrari              | 1.23,485   | 1.22,813 | 1.21,964   | 4    |
| 5   | 4  | Jenson Button      | McLaren-Mercedes     | 1.24,428   | 1.22,050 | 1.21,996   | 5    |
| 6   | 10 | Vitalij Petrov     | Renault              | 1.23,069   | 1.22,948 | 1.22,471   | 6    |
| 7   | 8  | Nico Rosberg       | Mercedes             | 1.23,507   | 1.22,569 | 1.22,599   | 7    |
| 8   | 6  | Felipe Massa       | Ferrari              | 1.23,506   | 1.23,026 | 1.22,888   | 8    |
| 9   | 12 | Pastor Maldonado   | Williams-Cosworth    | 1.23,406   | 1.22,854 | 1.22,952   | 9    |
| 10  | 7  | Michael Schumacher | Mercedes             | 1.22,960   | 1.22,671 | Ingen tid1 | 10   |
| 11  | 18 | Sébastien Buemi    | Toro Rosso-Ferrari   | 1.23,962   | 1.23,231 |            | 11   |
| 12  | 17 | Sergio Pérez       | Sauber-Ferrari       | 1.24,209   | 1.23,367 |            | 12   |
| 13  | 19 | Jaime Alguersuari  | Toro Rosso-Ferrari   | 1.24,049   | 1.23,694 |            | 13   |
| 14  | 16 | Kamui Kobayashi    | Sauber-Ferrari       | 1.23,656   | 1.23,702 |            | 14   |
| 15  | 20 | Heikki Kovalainen  | Lotus-Renault        | 1.25,874   | 1.25,403 |            | 15   |
| 16  | 15 | Paul di Resta      | Force India-Mercedes | 1.24,332   | 1.26,126 |            | 16   |
| 17  | 14 | Adrian Sutil       | Force India-Mercedes | 1.24,648   | 1.26,571 |            | 17   |
| 18  | 21 | Jarno Trulli       | Lotus-Renault        | 1.26,521   |          |            | 18   |
| 19  | 11 | Rubens Barrichello | Williams-Cosworth    | 1.26,910   |          |            | 19   |
| 20  | 24 | Timo Glock         | Virgin-Cosworth      | 1.27,315   |          |            | 20   |
| 21  | 23 | Vitantonio Liuzzi  | HRT-Cosworth         | 1.27,809   |          |            | 21   |
| 22  | 22 | Narain Karthikeyan | HRT-Cosworth         | 1.27,908   |          |            | 22   |
| 23  | 25 | Jérôme d'Ambrosio  | Virgin-Cosworth      | 1.28,556   |          |            | 23   |
| 24  | 9  | Nick Heidfeld      | Renault              | Ingen tid2 |          |            | 24   |

| Vidare från första kvalrundan ▬▬ Vidare från andra kvalrundan ▬▬ |

Noteringar:
- ^1  — Michael Schumacher satte ingen varvtid i den tredje kvalomgången då han upplevde problem med KERS-enheten.
- ^2  — Nick Heidfelds bil tog eld under det tredje träningspasset. Renault-mekanikerna hann inte att laga bilen och Heidfeld kunde därför inte delta i kvalet.

## Loppet

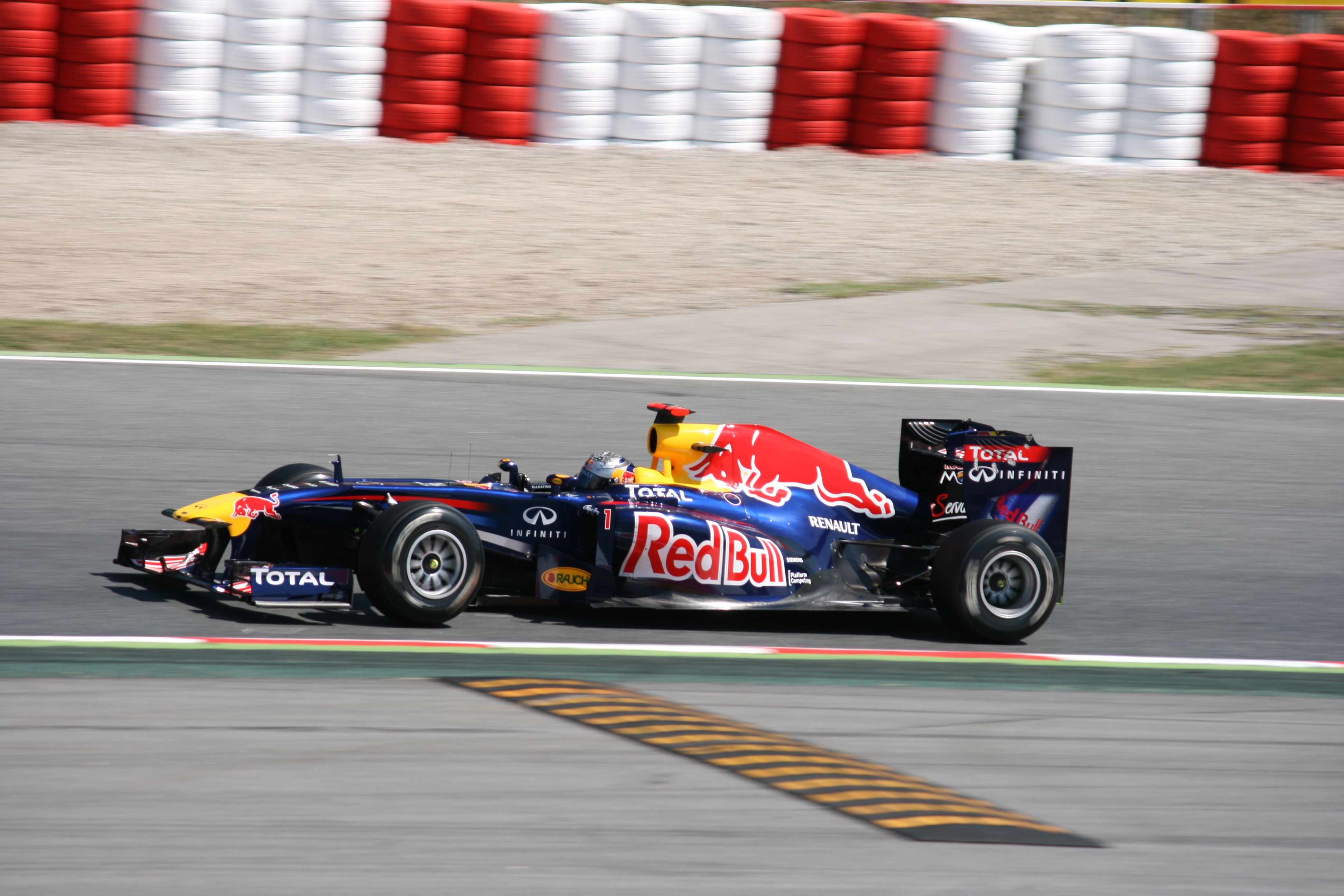
Sebastian Vettel vann loppet.

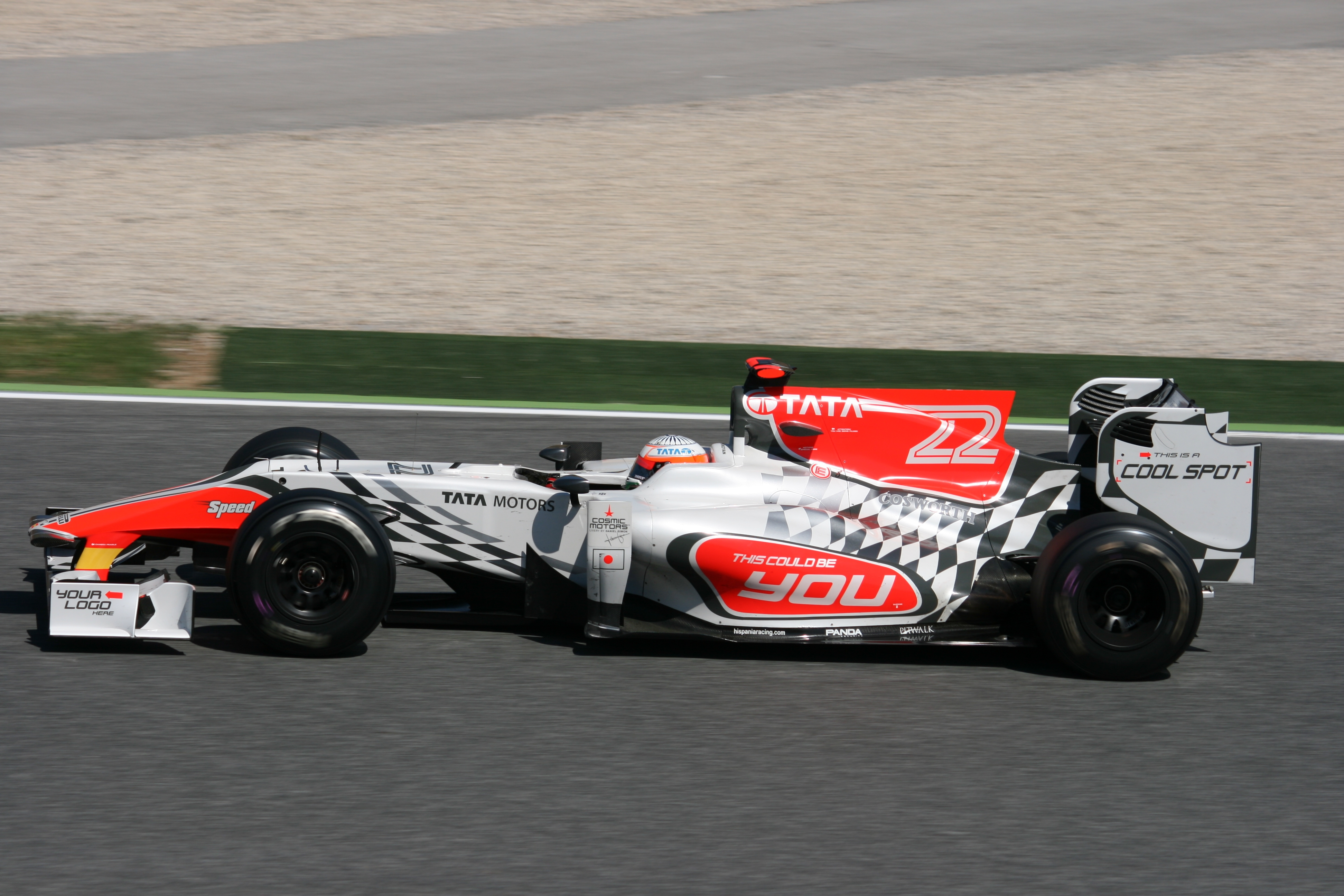
Narain Karthikeyan kom i mål fem varv efter.

| Pos. | Nr | Förare             | Konstruktör          | Varv | Tid         | Grid | P  |
| ---- | -- | ------------------ | -------------------- | ---- | ----------- | ---- | -- |
| 1    | 1  | Sebastian Vettel   | Red Bull-Renault     | 66   | 1:39.03,301 | 2    | 25 |
| 2    | 3  | Lewis Hamilton     | McLaren-Mercedes     | 66   | +0,630      | 3    | 18 |
| 3    | 4  | Jenson Button      | McLaren-Mercedes     | 66   | +35,697     | 5    | 15 |
| 4    | 2  | Mark Webber        | Red Bull-Renault     | 66   | +47,966     | 1    | 12 |
| 5    | 5  | Fernando Alonso    | Ferrari              | 65   | +1 varv     | 4    | 10 |
| 6    | 7  | Michael Schumacher | Mercedes             | 65   | +1 varv     | 10   | 8  |
| 7    | 8  | Nico Rosberg       | Mercedes             | 65   | +1 varv     | 7    | 6  |
| 8    | 9  | Nick Heidfeld      | Renault              | 65   | +1 varv     | 24   | 4  |
| 9    | 17 | Sergio Pérez       | Sauber-Ferrari       | 65   | +1 varv     | 12   | 2  |
| 10   | 16 | Kamui Kobayashi    | Sauber-Ferrari       | 65   | +1 varv     | 14   | 1  |
| 11   | 10 | Vitalij Petrov     | Renault              | 65   | +1 varv     | 6    |    |
| 12   | 15 | Paul di Resta      | Force India-Mercedes | 65   | +1 varv     | 16   |    |
| 13   | 14 | Adrian Sutil       | Force India-Mercedes | 65   | +1 varv     | 17   |    |
| 14   | 18 | Sébastien Buemi    | Toro Rosso-Ferrari   | 65   | +1 varv     | 11   |    |
| 15   | 12 | Pastor Maldonado   | Williams-Cosworth    | 65   | +1 varv     | 9    |    |
| 16   | 19 | Jaime Alguersuari  | Toro Rosso-Ferrari   | 64   | +2 varv     | 13   |    |
| 17   | 11 | Rubens Barrichello | Williams-Cosworth    | 64   | +2 varv     | 19   |    |
| 18   | 21 | Jarno Trulli       | Lotus-Renault        | 64   | +2 varv     | 18   |    |
| 19   | 24 | Timo Glock         | Virgin-Cosworth      | 63   | +3 varv     | 20   |    |
| 20   | 25 | Jérôme d'Ambrosio  | Virgin-Cosworth      | 62   | +4 varv     | 23   |    |
| 21   | 22 | Narain Karthikeyan | HRT-Cosworth         | 61   | +5 varv     | 22   |    |
| Ret  | 6  | Felipe Massa       | Ferrari              | 57   | Växellåda   | 8    |    |
| Ret  | 20 | Heikki Kovalainen  | Lotus-Renault        | 47   | Olycka      | 15   |    |
| Ret  | 23 | Vitantonio Liuzzi  | HRT-Cosworth         | 27   | Växellåda   | 21   |    |

| Förare och stall som tog poäng ▬▬ |

## Ställning efter loppet
|   | Pos. | Förare           | Poäng |
| - | ---- | ---------------- | ----- |
| ▬ | 1    | Sebastian Vettel | 118   |
| ▬ | 2    | Lewis Hamilton   | 77    |
| ▬ | 3    | Mark Webber      | 67    |
| ▬ | 4    | Jenson Button    | 61    |
| ▬ | 5    | Fernando Alonso  | 51    |

|   | Pos. | Konstruktör      | Poäng |
| - | ---- | ---------------- | ----- |
| ▬ | 1    | Red Bull-Renault | 185   |
| ▬ | 2    | McLaren-Mercedes | 138   |
| ▬ | 3    | Ferrari          | 75    |
| ▬ | 4    | Renault          | 46    |
| ▬ | 5    | Mercedes         | 40    |

- Notering: Endast de fem bästa placeringarna i vardera mästerskap finns med på listorna.